# 청라 롯데캐슬
청라 롯데캐슬(영어: Cheongna Lotte Castle)은 대한민국 인천광역시 서구 청라동에 위치한 주상복합 아파트 단지이다. 2008년에 착공하여 2013년에 완공했다. 지상 50층, 지하 2층이다.

## 역사
2009년 3월 25일 청라경제자유구역 M4블럭에 일반분양할 예정이다. 6월 30일에는 아파트와 오피스텔을 분양한다. 같은 해 착공하였다. 7월 3일 경쟁률이 있다. 2012년에 상가 분양이 완료되었고 2013년에 완공 후 개장하였다. 오피스텔은 완공 후 청라국제도시에서 가장 높은 오피스텔이 되었다.

## 구성
| 동 명칭  | 층수 | 높이    |
| -------- | ---- | ------- |
| 101동    | 24층 | 90.31m  |
| 102동    | 25층 | 94.08m  |
| 103동    | 47층 | 158.05m |
| 104동    | 47층 | 158.05m |
| 105동    | 47층 | 158.05m |
| 106동    | 24층 | 90.31m  |
| 107동    | 25층 | 94.08m  |
| 오피스텔 | 50층 | 170m    |

## 높이
최고 높이는 170m이고 최고 층수는 50층이다. 완공 당시 청라국제도시에서 가장 높은 오피스텔이 되었다. 2011년에 완공된 송도국제도시에 위치한 오피스텔인 송도 센트로드 오피스텔(C동 45층, 190m)보다 낮다. 오피스텔이 아파트인 청라 엑슬루 타워(102동, 103동 190m)보다 낮다.

## 특징
오피스텔 분양하기 전에 아파트의 분양이 완료되었다. 이후 오피스텔의 분양이 완료되었다. 커튼월로 되어있는게 오피스텔이다. 윗층에 주민공동시설이 있다. 판매시설 A동은 대형마트고 B동은 판매시설이다. 저층에는 주민공동시설이 있다. 오피스텔의 주변에는 대형마트가 있다. 오피스텔의 세대수는 498실이다. 단지 내 주차장은 지하에 있다. 주차대수는 오피스텔 978대 (세대당 1.96대)다.

## 내부 시설

### 101동
| 층수                | 용도                              |
| ------------------- | --------------------------------- |
| 2층 ~ 24층          | 아파트, 주민공동시설(21층 ~ 24층) |
| 1층                 | 주민공동시설                      |
| 지하 2층 ~ 지하 1층 | 지하주차장                        |

### 102동
| 층수                | 용도                              |
| ------------------- | --------------------------------- |
| 2층 ~ 25층          | 아파트, 주민공동시설(22층 ~ 24층) |
| 1층                 | 주민공동시설                      |
| 지하 2층 ~ 지하 1층 | 지하주차장                        |

### 103동, 104동
| 층수                | 용도                               |
| ------------------- | ---------------------------------- |
| 43층                | 주민공동시설                       |
| 2층 ~ 42층          | 피난구역(12층, 27층)               |
| 1층                 | 주민공동시설                       |
| 지하 2층 ~ 지하 1층 | 지하주차장, 주민공동시설(지하 1층) |

### 105동
| 층수                | 용도                              |
| ------------------- | --------------------------------- |
| 2층 ~ 24층          | 아파트, 주민공동시설(21층 ~ 24층) |
| 1층                 | 주민공동시설                      |
| 지하 2층 ~ 지하 1층 | 지하주차장                        |

### 106동
| 층수                | 용도                              |
| ------------------- | --------------------------------- |
| 2층 ~ 25층          | 아파트, 주민공동시설(22층 ~ 24층) |
| 1층                 | 주민공동시설                      |
| 지하 2층 ~ 지하 1층 | 지하주차장                        |

### 오피스텔
| 층수                | 용도               |
| ------------------- | ------------------ |
| 3층 ~ 50층          | 오피스텔           |
| 2층                 | 주민공동시설, 상가 |
| 1층                 | 로비, 상가         |
| 지하 2층 ~ 지하 1층 | 지하주차장         |

## 같이 보기
- 청라 롯데캐슬 오피스텔
- 대한민국의 마천루 목록
- 인천광역시의 마천루 목록